# John Merritt
John Merritt (* 9. Juni 1920 in London als John Stafford Merritt; † 6. Juli 1999 in Bristol, Gloucestershire) war ein britischer Filmeditor, der in seiner Laufbahn bei verschiedenen Kino-, Fernseh und Dokumentarfilm-Produktionen den Filmschnitt betreute. Darunter waren Klassiker des modernen Kinos wie Zardoz oder Excalibur.

## Leben und Karriere
John Merritt wurde 1920 als Sohn von Agnes Irene Chavasse (1893–1981) und George Merritt in St Pancras, London geboren. Seine Eltern hatten ein Jahr zuvor in Lambeth in der Grafschaft Surrey geheiratet.
Merritt begann seine Laufbahn als Editor Ende der 1940er Jahre mit der Betreuung verschiedener Kurzfilme wie Mrs. Worth Goes to Westminster (1949) oder Road Sense (1951). Sein Debüt als Editor für das britische Kino gab er im Jahr 1956 mit dem Fantasyfilm The Angel Who Pawned Her Harp von Regisseur Alan Bromly. In den Hauptrollen spielten Felix Aylmer und Diane Cilento.
In den 1950er und 1960er Jahren war Merritt dann überwiegend als Editor für das britische Fernsehen aktiv, unter anderem für die Dokumentarfilmserien Look, In View, Citizen 63, The Newcomers oder Sunday Night. Für die TV-Dokumentarfilmserie Ten Years On war er 1973 dann selbst für eine Episode als Regisseur und Drehbuchautor verantwortlich.
1974 schließlich verpflichtete ihn der Regisseur John Boorman für seine Science Fiction Kinoproduktion Zardoz mit Sean Connery und Charlotte Rampling in den Hauptrollen, nachdem Boorman und Merritt bereits rund zehn Jahre zuvor bei dem halbstündigen Dokumentarkurzfilm Six Days to Saturday (1963) zusammengearbeitet hatten.
Ein Jahr später schnitt er für John King dessen Fernsehdrama A Secret Place. Ende der 1970er Jahre betreute Merritt dann als Editor mit In Deepest Britain (1978) und The Lively Arts (1979) Episoden von zwei weiteren englischen TV-Serien.
1981 arbeitete John Merritt dann erneut für Regisseur John Boorman als Editor für dessen Fantasy-Epos Excalibur in der Besetzung Nigel Terry, Helen Mirren und Nicholas Clay. Nach diesem Film beendete Merritt seine Karriere bei Film und Fernsehen. Er verstarb am 6. Juli 1999 im Alter von 79 Jahren in Bristol.
John Merritt war zweimal verheiratet. 1950 heiratete er Maria Hopkinson und 1955 Jean M. Hodges.

## Filmografie (Auswahl)

### Kino
- 1956: The Angel Who Pawned Her Harp
- 1974: Zardoz
- 1981: Excalibur

### Fernsehen
- 1958–1959: Look (Fernsehdokumentarserie, 3 Episoden)
- 1962: In View (Fernsehdokumentarserie, 1 Episode)
- 1963: Citizen 63 (Fernsehdokumentarserie, 5 Episoden)
- 1964: The Newcomers (Fernsehdokumentarserie)
- 1966: Sunday Night (Fernsehdokumentarserie, 1 Episode)
- 1974: A Secret Place (Fernsehfilm)
- 1978: In Deepest Britain (Fernsehdokumentarserie, 1 Episode)
- 1979: The Lively Arts (Fernsehserie, 1 Episode)

### Kurzfilme
- 1949: Mrs. Worth Goes to Westminster (Kurzfilm)
- 1951: Road Sense (Dokumentarkurzfilm)
- 1963: Six Days to Saturday (Dokumentarkurzfilm)